# JSBSim
JSBSim це програмна модель динаміки польоту з відкритим кодом, що реалізує бібліотеку, яка моделює динаміку польоту аерокосмічного апарата. Бібліотека використовується як складова таких авіасимуляторів як FlightGear і OpenEaagles. JSBSim знаходиться в розробці і використанні з 1996, і може збиратися під всі найбільш популярні платформи, включаючи Linux, Macintosh, і Microsoft Windows operating systems. JSBSim написаний на C++ і використовує конфігураційні файли у форматі XML.

## Історія і огляд
JSBSim був задуманий у 1996 як легкий, керований даними, не лінійний, із шістьма степенями свободи (6DoF), програмний симулятор, ціллю якого є моделювання динаміки польоту і управління літального апарата. 
З самого початку, JSBSim розвивався як продукт з відкритим кодом і виріс завдяки широкому колу користвувачів, які зробили в вклад і реалізували свої ідеї для його вдосконалення. Він був вбудований у більші, повно функціональні, авіасимулятори і архітектури (FlightGear і OpenEaagles), і використовується в моделюванні для промисловості і в наукових цілях.
Симулятор має дуже просте використання. Наступний код показує як JSBSim можна виконати за допомогою невеликої програми, і керувати ним за допомогою скрипту:
```
#include
 
<FGFDMExec.h>

int
 
main
(
int
 
argc
,
 
char
 
**
argv
)

{

  
JSBSim
::
FGFDMExec
 
FDMExec
;

  
bool
 
result
 
=
 
true
;

  
FDMExec
.
LoadScript
(
argv
[
1
]);

  
while
 
(
result
)
 
result
 
=
 
FDMExec
.
Run
();

}

```

Програма показана вище працює з бібліотекою JSBSim, і потребує лише файлу конфігурації літального апарата, файл що задає початкові умови і скрипт, який контролює виконання. Всі ці файли задаються в форматі XML (eXtensible Markup Language). Приклад такого файла, який задає аеродинаміку
definition is shown below:
```
<function
 
name=
"aero/coefficient/CDDf"
>

  
<product>

    
<property>
aero/qbar-area
</property>

    
<table>

      
<independentVar>
fcs/flap-pos-deg
</independentVar>

      
<tableData>

          
0.0
  
0.0

         
10.0
  
0.007

         
20.0
  
0.012

         
30.0
  
0.018

      
</tableData>

    
</table>

  
</product>

</function>

```

## Вхідні, вихідні дані
Запускаючи JSBSim окремо використовуючи базову програму, необхідно лише вказати ім'я скрипту. Вхідні дані керування можуть передаватися в JSBSim логікою скрипту.
Якщо файл конфігурації літального засобу задає налаштування вхідного порту, користувач також може посилати повідомлення telnet до JSBSim. ЗА допомогою інтерфейсу telnet, можна задавати і зчитувати значення багатьох параметрів, що використовуються в JSBSim. Процедуру симуляції можна поставити на паузу і згодом відновлювати. Можливість спілкування за допомогою telnet, звичайно, буде більш популярна при використанні JSBSim в реальному часі. Програма, яка поставляється з дистрибутивом JSBSim дозволяє здійснювати запуск в режимі реального часу.
JSBSim може перенаправляти вихідні дані, на консоль (екран), у файл, або передавати по мережі. Вихід може одночасно спрямовуватись у будь-яку кількість каналів, де кожен канал може мати будь-який набір даний або окремий конкретний параметр, і може направлятися у будь-який файл або сокет (або навіть консоль), і може видаватися з будь-якою частотою.
Утиліта, яка поставляється з JSBSim перетворює увесь файл вихідних даний JSBSim і створює повний набір графіків у PDF форматі, використовуючи інструмент для побудови графіків, gnuplot.